# بلایتی (نیو ساوت ولز)
بلایتی (به انگلیسی: Blighty) یک شهرک در استرالیا است که در نیو ساوت ولز واقع شده‌است.